# Akademický senát Vysokého učení technického v Brně
Akademický senát Vysokého učení v Brně je samosprávný orgán vysoké školy, který je zřízen zákonem o vysokých školách a dále se řídí Statutem VUT v Brně a Volebním a jednacím řádem Akademického senátu VUT v Brně. V současné době má senát 27 členů. 

## Složení
Volební období je tříleté. Senát má dvě komory  – Komoru akademických pracovníků (KAP) a Studentskou komoru (SK). Předseda každé komory je zároveň místopředsedou celého senátu. Členy komor volí celá akademická osob (tedy studenti i pedagogičtí pracovníci) jednotlivých fakult a ústavů v informačním systému školy, přičemž každá fakulta má právo na dva zástupce v komoře akademických pracovníků a jednoho zástupce ve studentské komoře. Všechny ostatní ústavy a součásti mají právo na celkem dva zástupce v KAP a jednoho v SK. V současné době tak má senát 18 členů KAP a 9 členů SK.
V rámci senátu jsou zřízeny komise – legislativní, ekonomická, pedagogická a pro tvůrčí činnost – jejímiž členy jsou jak studenti, tak i akademičtí pracovníci. 

## Poslání
Akademický senát VUT schvaluje vnitřní předpisy, rozpočet, výroční zprávy, hodnocení činnosti vysoké školy předložené rektorem, návrh rektora na jmenování a odvolání členů vědecké rady, usnáší se o návrhu na jmenování rektora, popřípadě navrhuje jeho odvolání z funkce, schvaluje dlouhodobý záměr, vyjadřuje se zejména k záměru rektora jmenovat nebo odvolat prorektory, k právním úkonům, které vyžadují souhlas správní rady, k podnětům a stanoviskům správní rady a vykonává další činnosti podle zákona o vysokých školách v platném znění.